# 2の立方根
2 の立方根（にのりっぽうこん）は、立方（3乗）して 2 になる数である。すなわち、
{\displaystyle r^{3}=r\times r\times r=2}
を満たす数 r のことである。
2 の立方根に関する作図問題としては、立方体倍積問題が古代から知られている。

## 概要
2 の立方根は複素数の範囲に 3 つあり、そのうち 1 つは実数である。実数の立方根を
{\displaystyle {\sqrt[{3}]{2}}}
と書き、虚数の立方根は
{\displaystyle {\frac {-1+{\sqrt {3}}\,i}{2}}{\sqrt[{3}]{2}}} , {\displaystyle {\frac {-1-{\sqrt {3}}\,i}{2}}{\sqrt[{3}]{2}}}
と書き表すことができる。
{\displaystyle {\sqrt[{3}]{2}}} が無理数であることは、2の平方根の場合と同様、有理根定理、背理法（無限降下法）、または素因数分解の一意性を利用して証明することができる。

オンライン整数列大辞典では {\displaystyle {\sqrt[{3}]{2}}} の十進記数法における小数点以下 107 桁まで表示されている。
{\displaystyle {\sqrt[{3}]{2}}=} 1.2599210498 9487316476 7210607278 2283505702 5146470150 …
この数の並びには無限回の循環はない。このことは、{\displaystyle {\sqrt[{3}]{2}}} が無理数であることによる。

## 性質
- {\displaystyle {\sqrt[{3}]{2}}} は代数方程式 r 3 − 2 = 0 の根の 1 つであるから、代数的数である。
- {\displaystyle {\sqrt[{3}]{2}}} は定規とコンパスによる作図で示すことが不可能な数である。この事実は、1837年に、ピエール・ヴァンツェルにより証明された。
- {\displaystyle {\sqrt[{3}]{2}}} の連分数展開は

{\displaystyle {\sqrt[{3}]{2}}=1+{\cfrac {1}{3+{\cfrac {1}{1+{\cfrac {1}{5+{\cfrac {1}{1+{\cfrac {1}{1+{\cfrac {1}{4+{\cfrac {1}{\ddots }}}}}}}}}}}}}}}
となる。これはしばしば [1; 3, 1, 5, 1, 1, 4,...] と表記される。連分数展開を途中で打ち切ることで、{\displaystyle {\sqrt[{3}]{2}}} の近似値を計算することができる。